# Corynoptera tapleyi
Corynoptera tapleyi är en tvåvingeart som först beskrevs av Edwards 1927.  Corynoptera tapleyi ingår i släktet Corynoptera och familjen sorgmyggor. Inga underarter finns listade i Catalogue of Life.